# Precis sesamus
Precis sesamus är en fjärilsart som beskrevs av Henry Trimen 1883. Precis sesamus ingår i släktet Precis och familjen praktfjärilar. Inga underarter finns listade i Catalogue of Life.